# Basilichthys australis
Basilichthys australis, denominado comúnmente pejerrey chileno, es una especie ictícola de la familia Atherinidae. Es endémica de Chile. Es altamente apreciado por los pescadores deportivos.

## Hábitat
Vive en los ríos y lagos de aguas dulces, encontrándose presente en aguas bien oxigenadas, transparentes, con velocidades bajas, y con profundidades mínimas de 40 centímetros hasta alcanzar el metro como límite, en refugios de vegetación acuática.

## Distribución geográfica
Se encuentran en América del Sur, en cuencas fluviales pacíficas en el centro y sur de Chile, desde el río Choapa hasta Chiloé.